# Civilization VI
Civilization VI je potezna strateška videoigra zvrsti 4X, ki so jo razvili pri studiu Firaxis Games za založbo 2K Games, pod okriljem katere je izšla leta 2016 za Microsoft Windows in Mac OS, kasneje pa tudi predelave za druge platforme. Različico za Nintendo Switch je leta 2018 po licenci izdalo podjetje Aspyr Media.
Gre za del istoimenske serije, v kateri ima igralec nalogo razviti svojo civilizacijo od prazgodovinske naselbine do svetovne velesile skozi več tisočletij in zmagati po enem od kriterijev, kot so vojaška prevlada, tehnološka premoč ali kulturni oziroma verski vpliv nad rivalnimi civilizacijami. To stori z raziskovanjem igrinega sveta in ustanavljanjem mest, gradnjo infrastrukture, gradnjo vojaških enot za napad in obrambo, raziskovanjem tehnoloških in kulturnih izboljšav ter trgovanjem in diplomacijo.
Igra vsebuje več novih elementov za serijo, kot so specializirana mestna okrožja izven polja z mestnim središčem, strukturo kulturnih izboljšav podobno kot za tehnologijo in skrivne agende računalniških nasprotnikov za popestritev.
Ob izidu je bila deležna pretežno pozitivnega odziva kritikov. Kasneje sta izšli dve večji plačljivi razširitvi, Civilization VI: Rise and Fall (februarja 2018) in Civilization VI: Gathering Storm (februarja 2019), ki dodajata nove igralne mehanike, pa tudi več manjših, tematskih. Novo nadaljevanje serije, Civilization VII, je izšlo februarja 2025.

## Igranje
Tako kot v drugih delih serije gre za potezno strategijo, v kateri en ali več igralcev tekmuje proti računalniškim nasprotnikom v razvoju svoje civilizacije od majhnega plemena, ki ustanovi prvo naselbino, do svetovne prevlade skozi več zgodovinskih obdobij. Zmaga lahko z zadostitvijo enega od pogojev, ki odgovarjajo elementom zvrsti 4X: eXplore, eXpand, eXploit in eXterminate (slovensko »raziskuj«, »širi se«, »izkoristi« in »iztrebi«). Igralci upravljajo s svojo izbrano civilizacijo in raziskujejo tehnologijo, kulturo in upravljalsko sktrukturo od pradavnine do bližnje prihodnosti. Ustanavljajo nova naselja in jim pomagajo rasti z gradnjo rudnikov, kmetij in drugih izboljšav na okoliškem ozemlju, medtem pa raziskujejo naključno generirano ozemlje in prihajajo v stik z drugimi civilizacijami ter barbari. V odnosu do njih lahko uporabijo miroljubno diplomacijo ali jih poskušajo zavojevati z uporabo vojaških enot. V osnovni igri je 18 civilizacij z 19 voditelji, vsaka s svojimi posebnostmi, ki pomagajo zmagati na določen način:
- Katarina Medičejska, Francija: močno vohunsko omrežje
- Kleopatra, Egipt: državno in mednarodno trgovsko omrežje
- Friderik I. Barbarossa, Nemčija: vojaška premoč, posebej v odnosu do mestnih držav
- Mahatma Gandhi, Indija: poudarek na miru in religiji
- Gilgameš, Sumerija: miroljubna ekspanzija s pomočjo zavezništev
- Harald Hardrada, Norveška: mornariška sila, ki lahko uničuje sovražnikove obale
- Hodžo Tokimune, Japonska: učinkovita gradnja mestnih okrožij
- Mvemba a Nzinga, Kongo: nima možnosti ustanoviti religije, dobiva pa bonuse za relikvije in verske skulpture ter artefakte
- Peter II., Brazilija: bonusi za deževne gozdove in unikatna okrožja, ki generirajo srečo
- Peter, Rusija: bonusi za polja s tundro, močna religija
- Filip II., Španija: mornariška in religijska sila
- Čin Ši Huang, Kitajska: kulturna premoč s poudarkom na gradnji zgodnjih svetovnih čudes
- Saladin, Arabija: kombinacija religije in znanosti kot unikatna pot do prevlade
- Teddy Roosevelt, Združene države Amerike: gradnja velikanskega imperija s poudarkom na naravnih lepotah
- Tomirida, Skitija: zgodnja konjeniška sila
- Trajan, Rim: generalen poudarek na rasti in prevladi
- Viktorija, Anglija: še ena mornariška sila, primerna za razširitev čez več celin
- Periklej ali Gorgo, Grčija: oba imata poudarek na kulturnem razvoju, prvi z uporabo mestnih držav, druga z vojsko

Vsaka civilizacija oziroma njen voditelj ima unikatno vojaško enoto in še eno prednost, kot je mestna zgradba ali struktura na ne-mestnem polju.
Civilization VI je zasnovana podobno kot prejšnji del serije, kar vključuje uporabo šestkotnih igralnih polj. Novost v seriji je zasnova mest: nekatere mestne strukture morajo biti zgrajene na ozemlju pod nadzorom mesta, toda ne v polju z mestnim središčem, temveč v specializiranih okrožjih na drugih poljih, ki jih izbere igralec. To prinaša nekatere omejitve, pa tudi možnosti za bonuse za sosedstvo.
Za razliko od predhodnika se lahko nekatere enote naložijo na isto polje, toda le sorodne ali kompatibilne enote. Za primer, enota bojevnika je lahko združena z enoto graditelja za zaščito slednje pred barbari v zgodnji fazi igre, oblegovalni oven pa s kopjanikom za zavzemanje mest. Spremembe so tudi v tipologiji vojaških enot.
V prejšnjih delih je veljala kulturna prevlada za posebej težavno pot do zmage. Za uravnoteženje so avtorji uvedli novo strukturo kulturnih izboljšav, ki so bile prej del tehnološke strukture. Nekatere kulturne izboljšave aktivirajo nove možnosti državne ureditve, vsaka od katerih ponuja določeno število aktivnih politik. Z izbiro politik dobiva igralec konkretne bonuse za svojo civilizacijo (denimo manjša cena vzdrževanje vojaških enot ali večji prihodek od trgovanja). Nadgrajen je tudi religijski sistem, ki ga je uvedla razširitev Gods & Kings za prejšnji del serije.
Računalniški nasprotniki imajo nove agende, ki vplivajo na interakcije. Nekatere od njih so vezane na voditelja in ponazarjajo resnične zgodovinske dogodke, osebnosti in politike. Vsak ima tudi eno skrito agendo, ki jo lahko igralec razkrije le z vohunjenjem.